# دندان تخم‌شکن

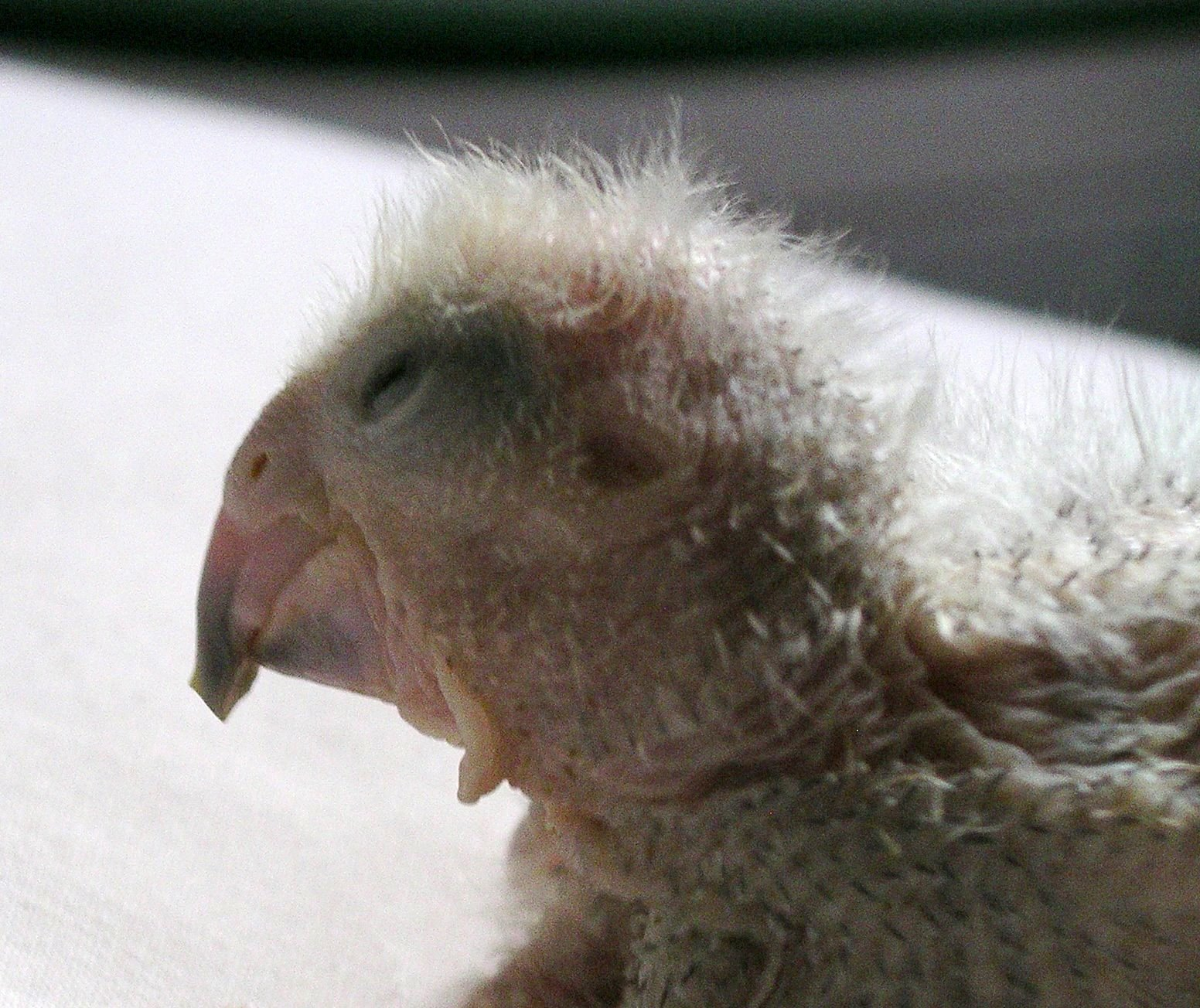
طوطی سنگالی حدود دو هفته پس از از تخم بیرون آمدن. دندان تخم‌شکن در جلوی نوک و روی آرواره بالایی قرار دارد

دندان تخم‌شکن (به انگلیسی: Egg tooth) که در برخی از جانوران تخم‌گذار وجود دارد، اندامی کوچک، تیز و جمجمه‌ای است که توسط فرزند برای شکستن یا پاره کردن سطح تخم در حین بیرون آمدن از تخم استفاده می‌شود. بیشتر پرنده‌ها و خزندگان دارای چنین اندامی هستند، اندام‌های مشابهی هم در تک‌سوراخیان، قورباغه‌های آزادانگشت و عنکبوت‌ها وجود دارد.